# Calyptranthes crebra
Calyptranthes crebra är en myrtenväxtart som beskrevs av Mcvaugh. Calyptranthes crebra ingår i släktet Calyptranthes och familjen myrtenväxter. IUCN kategoriserar arten globalt som sårbar. Inga underarter finns listade i Catalogue of Life.